# Prvenstvo Hrvatske u inline hokeju 2013.
Prvenstvo Hrvatske u inline hokeju za 2013. je osvojio Dinamo iz Zagreba. Prvenstvo je igrano od 13. siječnja do 29. lipnja.

## Ljestvice i rezultati

### Ligaški dio
| mj | klub                        | ut | pob | OT/PS | por | gol+ | gol- | bod     |
| -- | --------------------------- | -- | --- | ----- | --- | ---- | ---- | ------- |
| 1. | Kuna (Zagreb)               | 24 | 22  | 0     | 2   | 255  | 60   | 66      |
| 2. | Dinamo (Zagreb)             | 24 | 21  | 0     | 3   | 252  | 88   | 63      |
| 3. | Ježevi (Zagreb)             | 24 | 17  | 0     | 7   | 146  | 82   | 51      |
| 4. | Karlovac (Karlovac)         | 24 | 17  | 0     | 7   | 151  | 108  | 51      |
| 5. | Pula (Pula)                 | 24 | 11  | 0     | 13  | 122  | 105  | 33      |
| 6. | Okej THD (Slavonski Brod)   | 24 | 5   | 1     | 18  | 79   | 178  | 16      |
| 7. | Team Zagreb Inline (Zagreb) | 24 | 6   | 0     | 18  | 48   | 191  | 16 (-2) |
| 8. | Tapiri (Zagreb)             | 24 | 4   | 3     | 17  | 53   | 165  | 16      |
| 9. | Veprovi (Križevci)          | 24 | 5   | 0     | 19  | 59   | 188  | 13      |

### Doigravanje
| klub1           | klub2              | rez.                |
| četvrtzavršnica | četvrtzavršnica    | četvrtzavršnica     |
| --------------- | ------------------ | ------------------- |
| Kuna            | Tapiri             |                     |
| Dinamo          | Team Zagreb Inline |                     |
| Ježevi          | Okej THD           |                     |
| Karlovac        | Pula               |                     |
|                 |                    |                     |
| poluzavršnica   |                    |                     |
| Dinamo          | Karlovac           | 9:2, 9:6            |
| Kuna            | Ježevi             | 11:4, 11:4          |
|                 |                    |                     |
| za treće mjesto |                    |                     |
| Karlovac        | Ježevi             | 4:5 (pen), 5:3, 6:5 |
|                 |                    |                     |
| za prvaka       |                    |                     |
| Kuna            | Dinamo             | 2:4, 8:7 (pen), 4:5 |

## Poveznice i izvori
- hrhokej.net, Prvenstvo Hrvatske u inline hokeju 2013., pristupljeno 22. siječnja 2015.
- hrhokrj.hr, Doigravanje PH u inline hokeju 2013.,  pristupljeno 22. siječnja 2015.